# Krupp-Protze

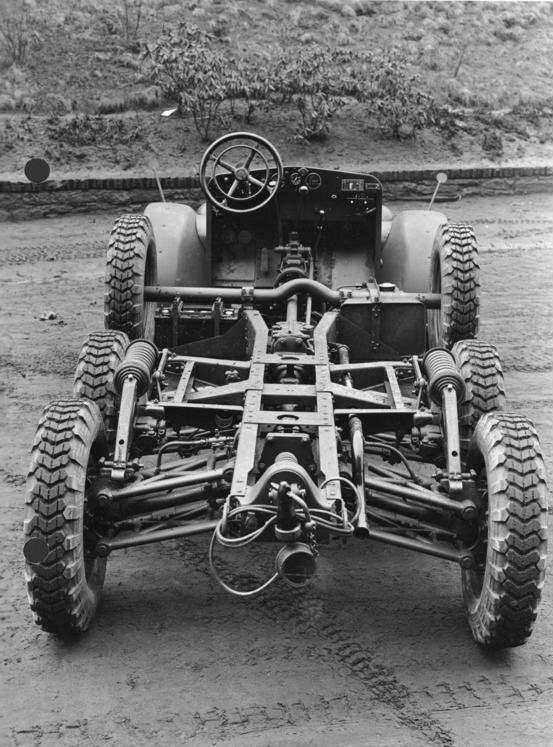
Podwozie pojazdu

Krupp-Protze (nazwa potoczna) – niemiecki lekki wojskowy samochód ciężarowy produkowany przez przedsiębiorstwo Friedrich Krupp AG. Pojazd używany był przez Wehrmacht podczas II wojny światowej, głównie w roli ciągnika artyleryjskiego oraz do transportu piechoty.
Prace projektowe trwały w latach 1929–1933, w 1934 roku rozpoczęła się produkcja seryjna wersji oznaczonej L 2 H 43. Pojazd posiadał 3,3-litrowy silnik o mocy 55 KM oraz napęd 6×4. W 1936 roku zastąpiła ją udoskonalona wersja L 2 H 143, różniąca się m.in. mocniejszym 4-cylindrowym silnikiem Krupp M 304 (60 KM) oraz zwiększonym rozstawem tylnych osi. Łącznie w latach 1934-1942 wyprodukowano około 7000 egzemplarzy samochodu w obu wersjach. Zbudowane zostały także prototypowe pojazdy L 2 H 243 (z silnikiem 70 KM) oraz L 2 H 343 (z silnikiem 70 KM i napędem na wszystkie koła).
Nazwa „Krupp-Protze” jest nieoficjalna i wywodzi się od słowa Protzkraftwagen (niem. Protze – przodek, Kraftwagen – samochód), pod którym znana była wersja przeznaczona do holowania dział (Kfz.69).

## Wersje
Pojazd produkowano w różnych odmianach, m.in.:
- Kfz.19 – wóz łączności
- Kfz.21 – pojazd sztabowy
- Kfz.61 – wóz łączności
- Kfz.68 – pojazd z masztem radiowym
- Kfz.69 – ciągnik artyleryjski dla dział 3,7 cm PaK 36 i 7,5 cm le.IG 18
- Kfz.70 – transporter piechoty
- Kfz.81 – ciągnik artyleryjski dla armat przeciwlotniczych 2 cm FlaK 30 i 2 cm FlaK 38
- Kfz.83 – transporter reflektora przeciwlotniczego oraz agregatu prądotwórczego dla niego przeznaczonego
- Sd.Kfz.247 – transporter opancerzony